# Kościół Niepokalanego Serca Najświętszej Maryi Panny w Krzywinie
Kościół Niepokalanego Serca Najświętszej Maryi Panny w Krzywinie – katolicki kościół parafialny zlokalizowany we wsi Krzywin w gminie Widuchowa, w powiecie gryfińskim (województwo zachodniopomorskie).

## Historia i architektura
Murowany z kamienia i cegły kościół został wzniesiony w XV wieku. W ciągu wieków przeszedł liczne przebudowy, w trakcie których m.in. otynkowano korpus nawowy, a w 1855 roku nad zachodnią częścią korpusu dodano drewnianą, czworoboczną wieżę, zwieńczoną latarnią. Z pierwotnego wyglądu świątyni zachował się maswerkowy szczyt od strony prezbiterium. Po II wojnie światowej kościół został poświęcony jako świątynia katolicka w dniu 17 marca 1946 roku.
Wnętrze kościoła nakrywa niski, drewniany strop belkowany. Z wyposażenia zachował się ołtarz, ambona, empora i ławki. Na wieży zawieszony jest dzwon z 1937 roku.

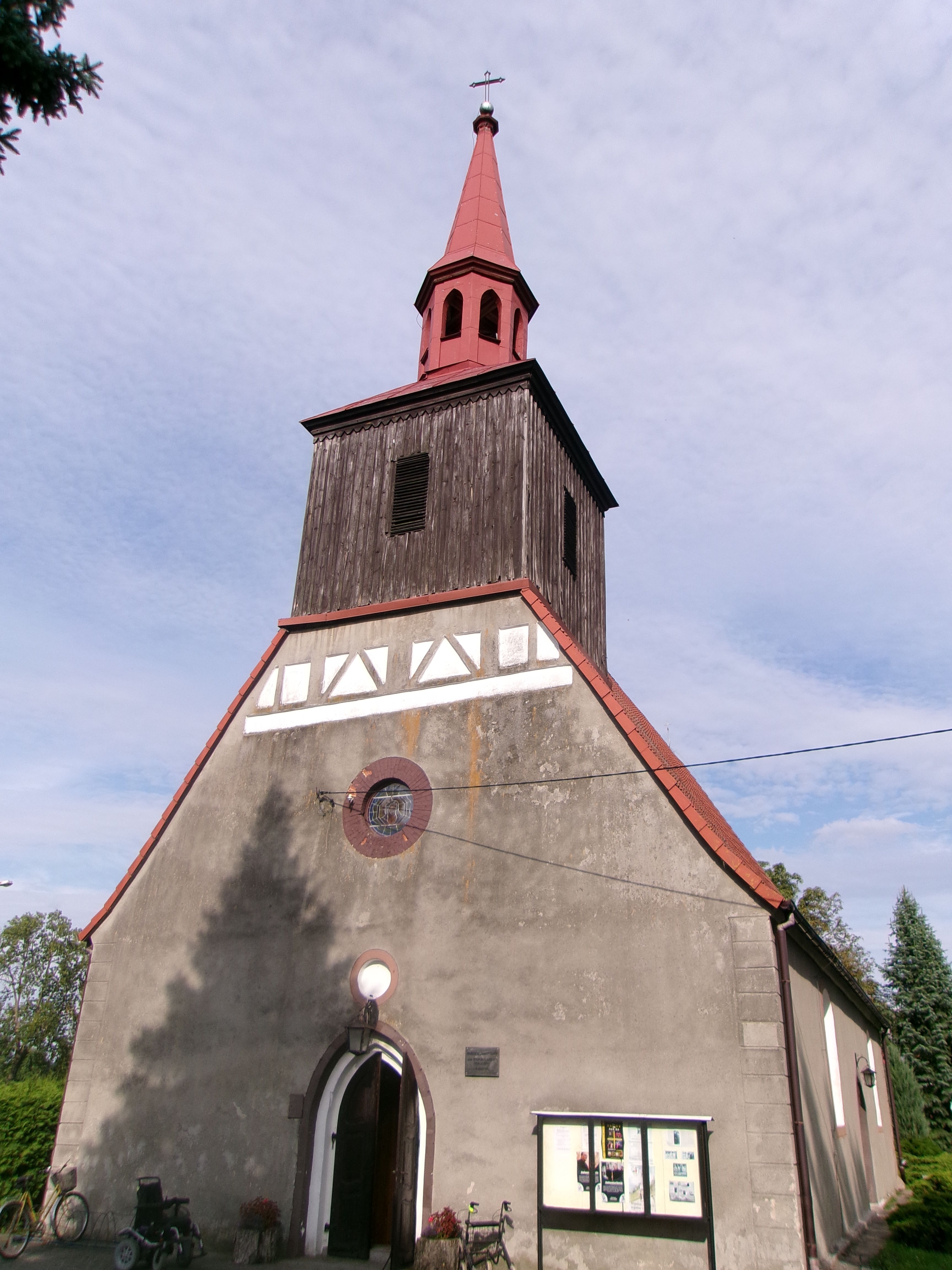
Widok od frontu
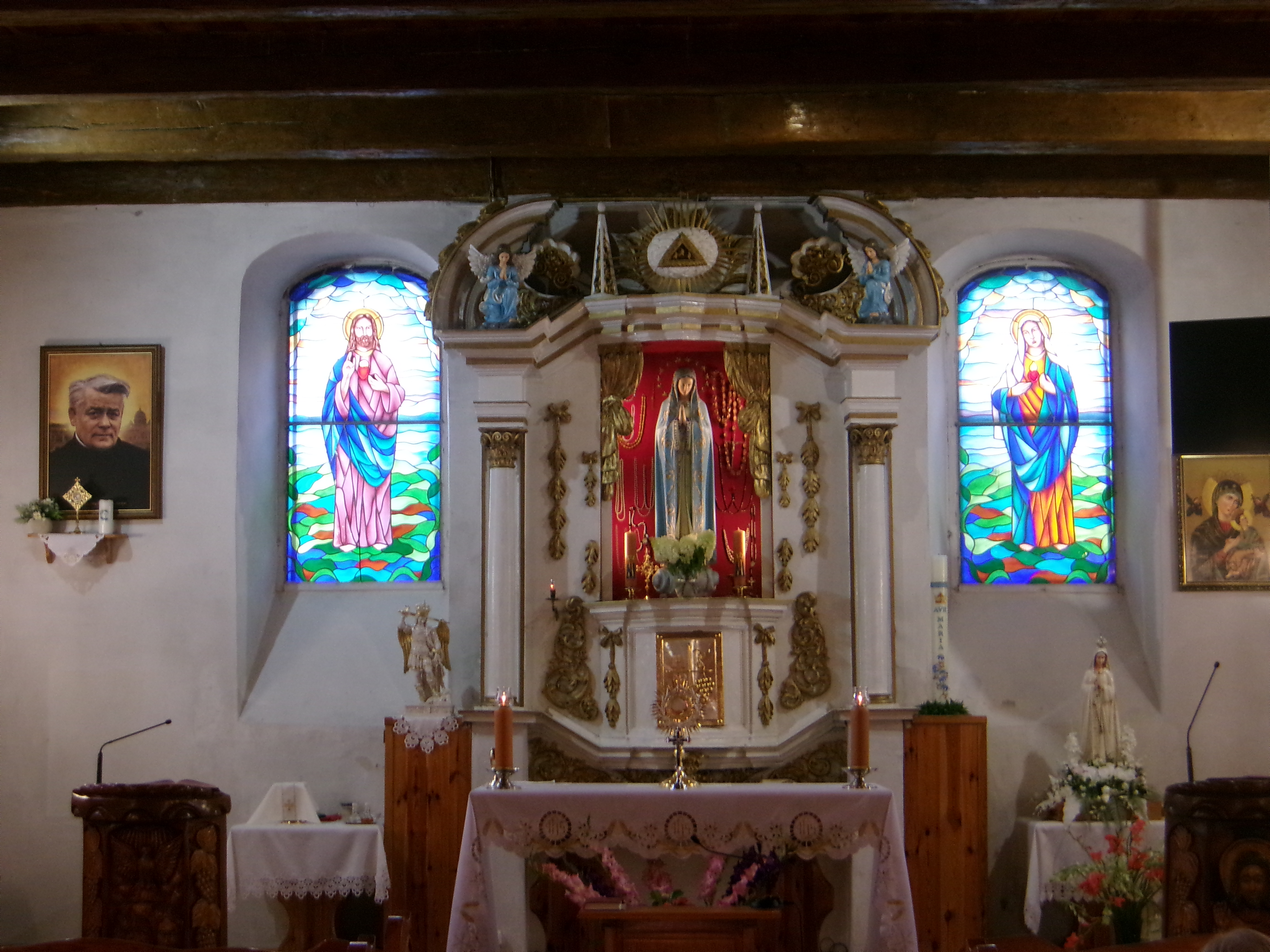
Ołtarz
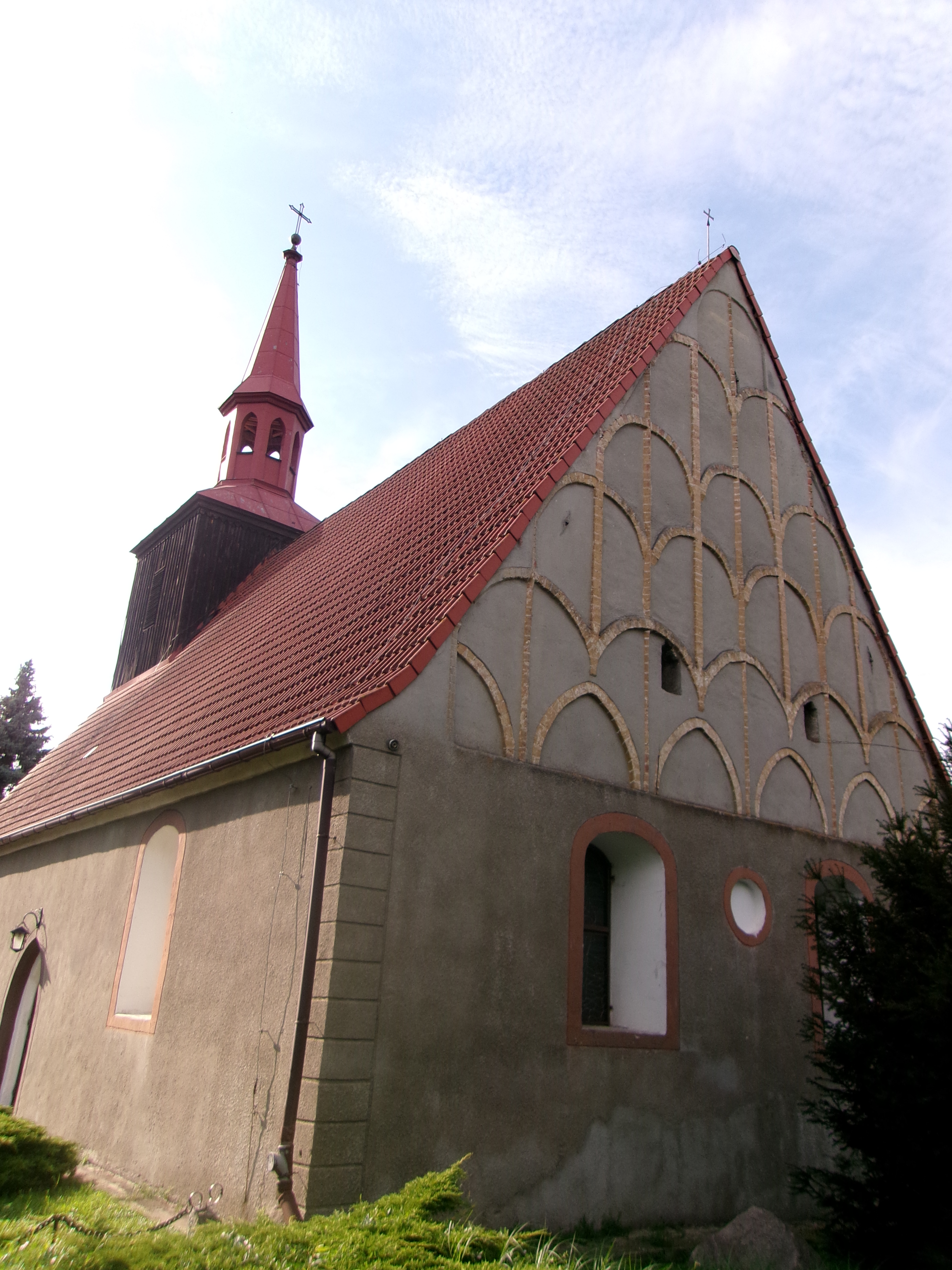
Widok od strony prezbiterium